# Nuevo Plan de Ayala, Las Margaritas
Nuevo Plan de Ayala är en ort i Mexiko.   Den ligger i kommunen Las Margaritas och delstaten Chiapas, i den sydöstra delen av landet, 900 km öster om huvudstaden Mexico City. Nuevo Plan de Ayala ligger 867 meter över havet och antalet invånare är 329.
Terrängen runt Nuevo Plan de Ayala är huvudsakligen kuperad, men åt sydost är den platt. Nuevo Plan de Ayala ligger nere i en dal. Runt Nuevo Plan de Ayala är det ganska tätbefolkat, med 54 invånare per kvadratkilometer. Närmaste större samhälle är San Isidro el Zapotal, 6,6 km söder om Nuevo Plan de Ayala. I omgivningarna runt Nuevo Plan de Ayala växer huvudsakligen savannskog.